# Liste der Biografien/Caso
Liste der Biografien |
Portal Biografien |
Personensuche
# |
A |
B |
C |
D |
E |
F |
G |
H |
I |
J |
K |
L |
M |
N |
O |
P |
Q |
R |
S |
T |
U |
V |
W |
X |
Y |
Z |
?
 
Ca |
Cb |
Cc |
Ce |
Ch |
Ci |
Cj |
Ck |
Cl |
Cm |
Cn |
Co |
Cr |
Cs |
Ct |
Cu |
Cv |
Cw |
Cy |
Cz
 
Caa–Cag |
Cah |
Cai |
Caj |
Cak |
Cal |
Cam |
Can |
Cao–Cap |
Caq |
Car |
Cas |
Cat–Caz
 
Casa |
Casc |
Casd |
Case |
Casg |
Cash |
Casi |
Cask |
Casl |
Casm |
Casn |
Caso |
Casp |
Casq |
Casr |
Cass |
Cast |
Casu |
Casw |
Casz
Die Liste der Biografien führt alle Personen auf, die in der deutschsprachigen Wikipedia einen Artikel haben. Dieses ist eine Teilliste mit 24 Einträgen von Personen, deren Namen mit den Buchstaben „Caso“ beginnt.

## Caso
- Caso y Andrade, Alfonso (1896–1970), mexikanischer Archäologe und Rektor der Universidad Nacional Autónoma de México
- Caso, Ángeles (* 1959), spanische Schriftstellerin, Journalistin und Übersetzerin
- Caso, Antonio (1883–1946), mexikanischer Schriftsteller und Philosoph
- Caso, Domenico (* 1954), italienischer Fußballspieler und -trainer
- Caso, María Elena (1915–1991), mexikanische Biologin

### Casol
- Casola, Luigi (1921–2009), italienischer Radrennfahrer
- Casolani, Alessandro (1552–1607), italienischer Maler
- Casolani, Cristoforo, italienischer Maler
- Casolani, Ilario (1588–1661), italienischer Maler
- Casolaro, Danny (1947–1991), US-amerikanischer Journalist
- Casoli, Paolo (* 1965), italienischer Motorradrennfahrer
- Casolo, Marco († 1172), venezianischer Attentäter

### Cason
- Cason, Andre (* 1969), US-amerikanischer Leichtathlet
- Cason, Chris (* 1974), US-amerikanischer Anime-Synchronsprecher, ADR Director und Skriptschreiber
- Cason, Thomas J. (1828–1901), US-amerikanischer Politiker
- Casona, Alejandro (1903–1965), spanischer Schriftsteller
- Casoni, Filippo (1733–1811), italienischer Kardinal und Kardinalstaatssekretär
- Casoni, Giovanni (1783–1857), venezianischer Ingenieur, Historiker, Archäologe und Museumsleiter
- Casoni, Giulia (* 1978), italienische Tennisspielerin
- Casoni, Lorenzo (1645–1720), italienischer Kardinal der Römischen Kirche
- Casoni, Mario (* 1939), italienischer Unternehmer und Automobilrennfahrer

### Casor
- Casorati, Felice (1835–1890), italienischer Mathematiker
- Casorati, Felice (1883–1963), italienischer Maler
- Casoria, Giuseppe (1908–2001), italienischer Kardinal der römisch-katholischen Kirche